# Хромой Тимур (пьеса)
«Хромой Тимур» (азерб. Topal Teymur / توپال تیمور), или «Топал Теймур» — пьеса, историческая драма в пяти действиях азербайджанского поэта и драматурга Гусейна Джавида, написанная в 1925 году о среднеазиатском тюркском завоевателе Тамерлане, также известном как Амир Тимур. Пьеса впервые была поставлена на сцене в Баку в 1926 году. Впервые пьеса была опубликована в том же 1926 году также в Баку издательством «Азернешр».
В пьесе сказались рецидивы противоречий Джавида, связаных с расплывчатостью его мировоззрения. Ряд авторов отмечал, что поэт в своём произведении идеализировал феодальных завоевателей. Тамерлан был показан Джавидом не как жестокий хромой завоеватель, а как величайший полководец, объединитель тюркского мира, покровитель наук, искусств, ремёсел и торговли.

## История

### История создания и первой постановки

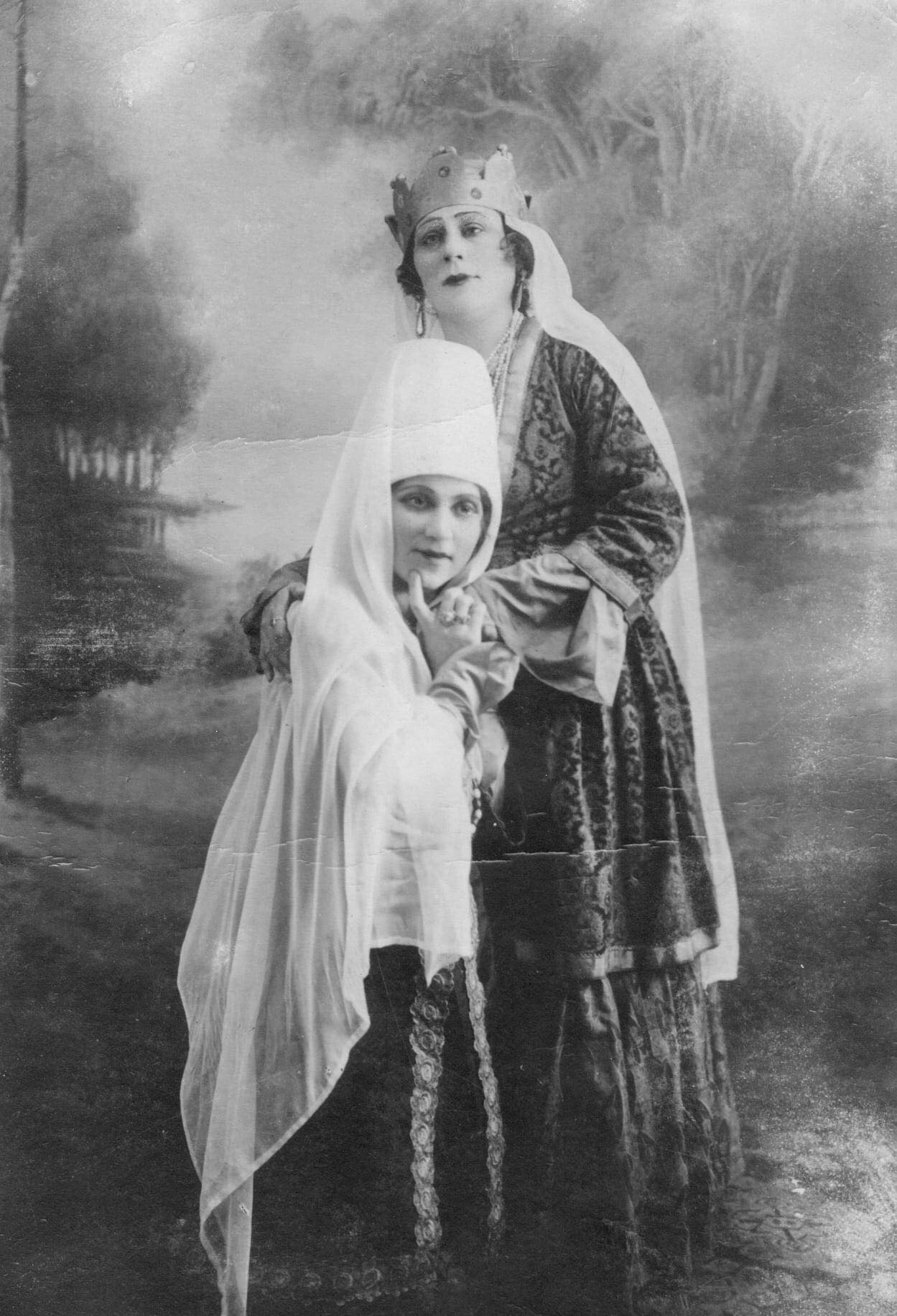
Марзия Давудова и Гамэр Топурия в пьесе

При работе над образом Амира Тимура Гусейн Джавид столкнулся с большими трудностями. Следует отметить, что в советские годы Амир Тимур преподносился как жестокий завоеватель. Было сложно осветить образ Тимура в такое время. С самого начала Джавид столкнулся с давлением властей. В 1925 году Джавид закончил драму. Авторитет Гусейна Джавида в Азербайджане был настолько высок, что драму всё-таки драму разрешили поставить на сцене под названием «Хромой Тимур». Автор, несмотря на все попытки, отказался что-то менять в драме, не дав очернить облик Амира Тимура. 15 ноября 1925 года бакинская газета «Коммунист» опубликовала информацию о том, что в Драматическом театре им. Д. Буниятзаде начались спектакли драмы «Хромой Тимур» (главный режиссёр — Александр Туганов, режиссёр — Аббас Мирза Шарифзаде). Таким образом, в сезоне 1925/26 годов пьеса ставилась на сцене Государственного тюркского (азербайджанского) театра им Дадаша Буният-заде режиссёром Тугановым. Первыми исполнителями ролями в пьесе были Сидги Рухулла, Аббас Мирза Шарифзаде, Марзия Давудова, Ульви Раджаб, Исмаил Идаятзаде, Мирза Ага Алиев и др..
Но поскольку в драме Джавид показал Тимура не как злого, жестокого хромого завоевателя, а как величайшего полководца, объединителя тюркского мира, покровителя наук, искусств, ремёсел и торговли, образ Амира Тимура не вписывался в рамки советской идеологии. Советских идеологов не устраивало также и то, что другой персонаж драмы, Шейх Бухари, был показан как мудрец и высокообразованный человек. Уже 24 ноября в газете «Коммунист» некто под псевдонимом «Критик» указал, что «Хромой Тимур» написан и поставлен «с некоммунистической точки зрения, и драму надо запретить». Но несмотря на это спектакли в этом сезоне продолжались.

### Дальнейшая история

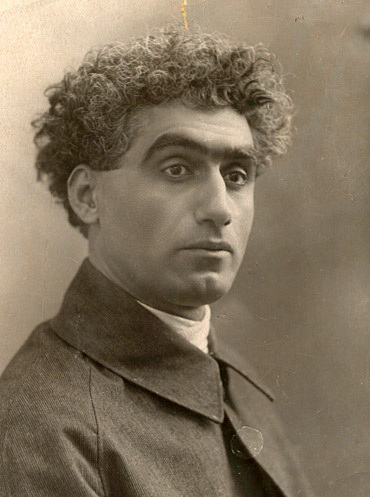
Сидги Рухулла, сыгравший роль Амира Тимура в 1926 году

В 1926 году Академический театр Азербайджана вновь поставил в Баку пьесу «Хромой Тимур» Гусейна Джавида. В главной роли сыграл известный артист драматического плана Сидги Рухулла. Зрители приняли спектакль с восторгом, однако на этот раз Джавиду и руководству театра было настоятельно рекомендовано больше не ставить драму, где Амир Тимур «показан в привлекательном виде».
В произведении чувствовали отстранённость от современности, находили националистические мотивы. М. Алекберли в 1934 году на первом всесоюзном съезде советских писателей докладывал, что в драме «идеализируется Тамерлан с его идеями объединения тюркско-татарских монгольских народов под флагом единой Туранской империи».
Когда в 1937 году Джавид был арестован, среди многочисленных обвинений, предъявленных ему, было и обвинение в пропогандировании личности Амира Тимура. Гусейна Джавида осудили на 8 лет и отправили в сибирский лагерь, где тот и скончался.
В 1983 году драма Гусейна Джавида «Хромой Тимур» была экранизирована. Впервые после долгого перерыва азербайджанскому зрителю вновь был представлен образ полководца безо всяких клише и политических заказов. Образ Амира Тимура создал известный азербайджанский актёр драматического плана Гамлет Ханызаде.
В 2004 году турецкий исследователь Эрдоган Уйгур написал и опубликовал в Анкаре на турецком языке книгу «Литературная деятельность Гусейна Джавида и пьеса „Хромой Тимур“». В книге подробно освещено отношение Гусейна Джавида к личности Тимура, судьба драмы, а также трагичная судьба самого Джавида.